# Chiesa di San Benedetto (Arezzo)
La chiesa di San Benedetto è un edificio sacro di Arezzo.
La chiesa era annessa in origine al monastero omonimo delle monache camaldolesi, sorto nel XII secolo e rimasto uno dei più importanti della città fino alle soppressioni napoleoniche.
La chiesa è stata ristrutturata nel Seicento e oggi si presenta ad unica navata, con decorazioni a stucco settecentesche.
Sull'altare maggiore è posta una tela con lo Sposalizio mistico di Santa Caterina d'Alessandria di Bernardino Santini (prima metà del XVII secolo).